# Adán Zapata
Adán Zapata Mireles (San Nicolás de los Garza, Nuevo León; 20 de octubre de 1990-San Nicolás de los Garza, Nuevo León; 1 de junio de 2012) fue un rapero mexicano.

## Biografía
Adán Zapata nació el 20 de octubre de 1990 y vivió en el barrio México Lindo en San Nicolás de los Garza, Nuevo León. Desde niño creció en la delincuencia de los barrios bajos de San Nicolás de los Garza y conoció el rap a la edad de 12 años. Comenzó su carrera artística a los 14 años, edad a la que ya componía y grababa sus primeras canciones. Era miembro de la pandilla Norteños 14.
En 2006 conoce al grupo donde pasaría el resto de su vida: Mente En Blanco. Ese mismo año sacan su primer disco Anticuados con 53 canciones.
En 2011, Adán en colaboración con el rapero Da Fucking Draw sacan un disco titulado The North Side Kings con canciones que se convirtieron en éxitos como «Enemigos», «Uno Por Uno», «El Piensa Y Cree». 

### Asesinato
Adán Zapata fue asesinado el 1 de junio de 2012 a la edad de 21 años, en obra del crimen organizado. Él se encontraba en una camioneta junto a otros 3 integrantes de la Mente En Blanco: Iván de Jesús Serna González de 25 años, conocido como DJ Esus, y los hermanos Diego Salvatore y Héctor Daniel Almaraz Huerta, de 20 y 19 años respectivamente. Estos últimos eran hijos del exsecretario de Seguridad Pública del municipio de Guadalupe, José Santos Almaraz.
El incidente ocurrió sobre la calle Corregidora en la colonia Hacienda Los Morales. Los 4 jóvenes viajaban a bordo de una camioneta marca Nissan modelo X-Terra en color amarillo, cuando otro vehículo de marca Mercury modelo Grand Marquis en color esmeralda les cerró el paso y los acribilló a balazos. El responsable del homicidio fue capturado e identificado como Leo Ismael Ordaz, presunto sicario miembro del Cartel del Golfo. El detenido también declaró que la razón para ejecutar a los raperos era porque supuestamente estaban involucrados con los "contras", aunque esto no está confirmado. Cuatro meses después fue ultrajado a balazos el rapero Srath, otro integrante de Mente En Blanco mientras se encontraba con su novia afuera de su domicilio, fue trasladado al hospital mas cercano, falleciendo cuatro días después a casua de las heridas de bala.
 Su muerte causó conmoción entre sus seguidores quienes inundaron las redes sociales para mostrar sus condolencias, mientras que en la televisión aparecía la noticia del homicidio.

## Tributos póstumos
En honor a Adán, el 15 de junio de 2012, Mente En Blanco lanzó su último álbum llamado «Soy De Barrio» en el que colaboraba, con canciones que le dieron más fama a Mente En Blanco, como: «Contragolpe», «No Sé Qué Hacer», «Soy De Barrio» y «Se Creen Los Reyes». Además colaboraron otros raperos como MC Davo, Sargentorap, Manhy, Neztor Mvl, MC Jery, Maury Anaya, Da Fucking Draw y Kodigo 36.
Se le construyó un mural, en la colonia México Lindo.

## Discografía
- 2006: Anticuados
- 2007: Zapata Producciones
- 2009: Para El Barrio
- 2010: Borrachos Y Grifos
- 2011: The North Side Kings
- 2012: Soy De Barrio
- 2012: Eternamente

## Videografía
- 2010: Borrachos y Grifos
- 2011: Andamos Marihuas
- 2012: Uno por Uno
- 2013: Hoy Brindare por ti
- 2015: Soy de Barrio
- 2019: Barrio Prendido